# دايسوكي يوشيوكا
دايسوكي يوشيوكا (باليابانية: 吉岡大輔؛ بالكانا: よしおか だいすけ) هو متزحلق جبال الألب ياباني، ولد في 6 يناير 1980 في نيسيكو ‏ في اليابان.

## وصلات خارجية
- دايسوكي يوشيوكا على موقع الاتحاد الدولي للتزلج (التزلج على المنحدرات الثلجية) (الإنجليزية)
- دايسوكي يوشيوكا على موقع أوليمبيديا (الإنجليزية)